# Notre Dame Stadium
Le Notre Dame Stadium est un stade de football américain de 77 622 places situé sur le campus de l'université Notre-Dame à South Bend dans l'Indiana (États-Unis). L'équipe de football américain universitaire du Fighting Irish de Notre-Dame évolue dans cette enceinte inaugurée en 1930. Ce stade est la propriété de l'université Notre-Dame.

## Histoire
Inauguré le 4 octobre 1930 à l'occasion d'un match opposant Notre Dame aux SMU Mustangs, l'enceinte comptait alors 54 000 places. Depuis 1966, tous les matchs disputés par le Fighting Irish dans ce stade se jouent à guichets fermés. La capacité est portée à 80 232 places en 1997 puis à 80 795 places en 2001. Des renovations entre 2014 et 2017 réduisent la capacité à 77 622 places.
Avant l'agrandissement, la record d'affluence culminait à 61 296 spectateurs le 6 octobre 1962 pour un match face aux Boilermakers de Purdue. Depuis 1966, toutefois, les données ne tiennent compte que des spectateurs payants, et chaque semaine, l'affluence était de 59 075 spectateurs.
Outre les matchs de football américain, ce stade fut exceptionnellement un lieu de concert. U2 joua ainsi au Notre Dame Stadium en 2001.